# Слов'янська волость (Ізюмський повіт)
Слов'янська волость — адміністративно-територіальна одиниця Ізюмського повіту Харківської губернії з волосним правлінням у заштатному місті Слов'янськ.

## Основні дані

### Історія
1797 року Словенський повіт повернутий до Слобідсько-Української (з 1835 року — Харківської) губернії, а  Слов'янськ став заштатним містом Слов'янської волості Ізюмського повіту.
16 квітня 1920 року волость було приєднано до Донецької губернії.
12 липня 1920 року було утворено Слов'янський район — один з 13 районів Донецької губернії.[джерело?]
У грудні 1920 року поділ на райони був скасований і поновлений поділ на 10 повітів, після чого було утворено Слов'янський повіт.[джерело?]
7 березня 1923 року Слов'янськ став частиною Слов'янського району новоствореної Бахмутської (від 1924 року Артемівської) округи.

### Територія
Станом на 1885 рік складалася з 15 поселень, 3 сільських громад. Населення — 7126 осіб (3820 чоловічої статі та 3306 — жіночої), 653 дворових господарств.
|                     | Площа, десятин | У тому числі орної, дес. |
| ------------------- | -------------- | ------------------------ |
| Сільських громад    | 12798          | 11827                    |
| Приватної власності | 760            | 122                      |
| Казенної власності  | 2689           | 152                      |
| Іншої власності     | 377            | 36                       |
| Загалом             | 16624          | 12137                    |

### Основні поселення волості
- Маяки — колишнє власницьке село при річці Сіверський Донець, 2262 особи, 446 дворів, 2 православні церкви, 2 лавки.